# Морская жизнь (океанариум, Сингапур)
Парк «Морская жизнь» (англ. Marine Life Park) — океанариум, расположенный в Сингапуре на острове Сентоса, который сейчас считается крупнейшим в мире, отобрав это почётное звание у океанариума Джорджии (Атланта, США). Парк был открыт 22 ноября 2012 года. Состоит из двух частей: собственно океанариума S.E.A Aquarium и парка развлечений на воде Adventure Cove Waterpark.

## Океанариум
В океанариуме, объёмом 45 000 000 литров морской воды, представлено около 100 000 морских животных более 800 видов. Океанариум делится на 10 зон проживания и состоит из 49 морских ареалов. Центральным аквариумом является ареал открытого океана, имеющий самую большую в мире панорамную панель обзора шириной 36 м и высотой 8,3 м. Такие размеры аквариума должны создавать у посетителей иллюзию пребывания на морском дне.
В океанариуме представлена крупнейшая в мире коллекция мант, здесь также можно увидеть дельфинов афалин (24 особи), бронзовых молотов-рыб, японских крабов-пауков, а также редкие виды морских животных, таких как рохлевые скаты или наутилус помпилиус. Первоначально планировалось разместить в океанариуме китовых акул, но этот проект был отменен из-за трудностей их содержания в неволе.
|                                               |  |                        |  |            |  |
| Ареал Малаккского пролива и Андаманского моря |  | Ареал открытого океана |  | Ареал акул |  |

## Парк развлечений на воде
Парк развлечений на воде предлагает шесть водных горок, первые в регионе гидромагнитные ракеты, «бухту голубой воды» и аттракцион «река приключений», который имеет длину 620 м и представляет собой 14 тематических сцен из жизни тропических джунглей. В парке также есть искусственные гроты и подземный аквариум.